# Octavio Piccolomini
Octavio Piccolomini (Florencia, 11 de noviembre de 1599-11 de agosto de 1656), primer duque de Amalfi, fue un militar italiano al servicio de España y del Imperio.

## Biografía
Nacido en Florencia, en el seno de una familia noble sienesa (véase familia Piccolomini). A los 16 años era ya piquero en una compañía española. Dos años después, fue enviado a Bohemia por el gran duque de Toscana al mando de un regimiento de caballería para ayudar al emperador en su lucha contra los rebeldes. Piccolomini luchó en la batalla de la Montaña Blanca (1620) bajo el mando de Bucquoy y posteriormente en Hungría.
En 1624 participó en la guerra que había estallado en Lombardía al servicio de España, en el regimiento de Gottfried von Pappenheim.
En 1627 pasó de nuevo al servicio imperial como comandante y capitán de Wallenstein, duque de Friedland, pero pronto cayó en desgracia al ser acusado de extorsión en Stargard (Pomerania), a pesar de lo cual fue perdonado y elevado al rango de coronel de a caballo y a pie.
El nombramiento de su hermano menor como arzobispo de Siena le aseguró una influyente posición en el mundo diplomático. El talento diplomático era casi un derecho de nacimiento para un miembro de una familia que había visto a dos de sus miembros ocupar el trono de San Pedro, y supo aprovecharse de la capacidad de su subordinado para la negociación y la intriga. Durante la Guerra de Sucesión de Mantua, Piccolomini tuvo un importante papel tanto como diplomático sutil como soldado de fortuna.
En esos momentos llegó la invasión de Alemania por parte del rey Gustavo Adolfo de Suecia. Piccolomini se encontraba recluido en Ferrara para la ratificación de un tratado, pero atendió a la llamada de Wallenstein que le nombró comandante en jefe. Sin embargo, no fue incluido en la lista de promociones que siguieron a la reaparición del duque, por lo que pasó a servir como coronel bajo el mando de Heinrich Holck, que anteriormente había estado al servicio de Dinamarca, en las operaciones preliminares y en la batalla de Lützen.
Los historiadores del siglo XIX estaban impresionados por el papel de Piccolomini en la batalla de Lützen a quien erróneamente atribuyeron el mando del brazo izquierdo del ejército imperial. En realidad, Piccolomini estuvo a cargo de su regimiento de caballería, dirigiendo numerosas cargas contra la caballería e infantería sueca. En su diario de la batalla escribía: "Si otros dos regimientos hubiesen alcanzado lo que yo tenía, el enemigo habría quedado completamente arruinado".
La ambición de Piccolomini fue satisfecha cuando el emperador, tras leer el informe de la batalla, le ascendió al grado de general-feldwachtmeister. Al mismo tiempo, sin embargo, Holck, quien había jugado un papel aún más crucial en Lützen al mantener unido al ejército imperial, fue creado mariscal de campo por insistencia de Wallenstein, muy al disgusto de su rival.
En esa época, además, fue admitido como miembro en la academia de lengua alemana Fruchtbringende Gesellschaft.
Piccolomini aparece como amo de Estebanillo González, y es el personaje a quien se dedica esta obra picaresca del Siglo de Oro español. Friedrich Schiller le dedicó su drama Die Piccolomini.
En la campaña de 1633, Piccolomini consiguió el mando de un importante destacamento situado en Königgratz para detener el avance enemigo desde Silesia a Bohemia.
En 1635 se ocupa de dirigir la defensa del sitio de Lovaina conjuntamente con el Cardenal-Infante venciendo frente a una fuerza sitiadora mayor.
En 1639 consigue una importante victoria frente a las tropas francesas en el auxilio de Thionville.